# Albrecht Schönström (1684–1740)
Albrecht Schönström, född den 10 oktober 1684, död den 6 juni 1740 på Gryta gård i Gryta socken, Uppsala län, var en svensk militär. 
Schönström blev student vid Uppsala universitet 1693. Efter att varit volontär vid fortifikationen blev han löjtnant vid Hälsinge och Gästrike tre- och femmänningsbataljon 1702, kapten där 1703, ryttmästare vid Livregementet till häst 1709, major där 1713, förste major 1719 och överstelöjtnant 1731.
Albrecht Schönström var son till Peter Schönström. Han gifte sig 1715 med friherrinnan Ulrica Adlersten. Makarna blev föräldrar till Albrecht Schönström samt svärföräldrar till Erik Armfelt och till David Henrik Hildebrand i dennes andra gifte. De är begravna i familjegraven i Heds kyrka i Västmanland.